# Serraca nigromarginata
Serraca nigromarginata är en fjärilsart som beskrevs av Barend J. Lempke 1970. Serraca nigromarginata ingår i släktet Serraca och familjen mätare. Inga underarter finns listade i Catalogue of Life.